# Langea
Langea es un género de coleópteros adéfagos de la familia Carabidae.

## Especies
Contiene las siguientes especies:
- Langea euprosopoides W. Horn, 1901
- Langea fleutiauxi W. Horn, 1915
- Langea mellicollis Sumlin, 1993